# Сидоров, Анатолий Иванович
Анатолий Иванович Сидоров  (1866—1931) — русский и советский учёный-механик и машиностроитель; заслуженный деятель науки и техники РСФСР (1929), профессор и декан механического факультета Московского высшего технического училища.

## Биография
Родился 13 апреля (25 апреля по новому стилю) 1866 года в Новочеркасске Области Войска Донского.
Среднее образование получил в Новочеркасской гимназии. В 1888 году окончил курс физико-математического факультета Московского университета, в 1891 ‒ Императорское Московское техническое училище (ИМТУ) со званием инженера-механика.
В 1895 году командирован Министерством народного просвещения за границу для подготовки к профессорскому званию. Прослушал курсы машиностроения в Берлинской политехнической школе и посетил многие машиностроительные заводы Германии и Швейцарии. В 1897 году назначен адъюнкт-профессором по кафедре построения машин в ИМТУ, где в 1898 году стал профессором по машиностроению.
В 1907—1912 гг. преподавал черчение и вёл курс «Устройство машин» на механическом (II, III, IV технические классы) и химическом (III технический класс) отделениях.
В 1915—1921 годах декан механического факультета ИМТУ. В 1919 году ослеп, но продолжал читать лекции. С 1923 года читал курс истории техники.
В 1921—1923 годах представитель Советской России в Бюро иностранной науки и техники при экономическом представительстве РСФСР в Германии. С 1892 года — член Политехнического общества при ИМТУ: в 1897—1898 годах его секретарь, в 1898—1904 годах — председатель инженерно-механического отделения, в 1900—1901 годах — председатель инженерно-электротехнического отделения. Являлся почётным членом Общества с 1898 года.
Анатолий Иванович сотрудничал с журналами «Технический сборник», «Вестник промышленности» и «Бюллетени Политехнического Общества». Ему принадлежат труды по проектированию машин и их деталей, автоматического регулированию машин и истории техники.
Жил в Москве в Бригадирском переулке, 1; на Немецкой улице, 12 (ныне Бауманская улица, 42); Лефортовской улице (ныне – Солдатский переулок), 14.
Умер 18 декабря 1931 года в Москве. Похоронен на Введенском кладбище (23 уч.).